# Polystichum × lesliei
Polystichum × lesliei là một loài dương xỉ trong họ Dryopteridaceae. Loài này được Rumsey & Acock mô tả khoa học đầu tiên năm 2002.
Danh pháp khoa học của loài này chưa được làm sáng tỏ. 